# ورزشگاه اف‌ان‌بی
 ورزشگاه اف‌ان‌بی (به انگلیسی: FNB Stadium) هم‌چنین مشهور با نام سابق ساکر سیتی (به انگلیسی: Soccer City) یک ورزشگاه چند منظوره واقع در شهرک سووتو در حومه شهر ژوهانسبورگ در آفریقای جنوبی است.
این استادیوم یکی از مراکز برگزاری بازی‌های جام جهانی فوتبال ۲۰۱۰ بود.

## مراسم یادبود نلسون ماندلا
در تاریخ ۱۰ دسامبر ۲۰۱۳ میلادی، مراسم یادبود ملی نلسون ماندلا، نخستین رئیس‌جمهور سیاه‌پوست این کشور و رهبر مبارزه با آپارتاید با حضور ده‌هزار نفر از مردم آفریقای جنوبی و با حضور ده‌ها رهبر از کشورهای جهان در ورزشگاه اف‌ان‌بی برگزار شد.